# إلياس أثاناسيوس
إلياس أثاناسيوس (بالإنجليزية: Elias Mor Athanasios) هو قسيس هندي، ولد في 13 أبريل 1964 في Angamaly ‏ في الهند.